# Trouw (vegetatiekunde)
Trouw is de grotere presentie van een bepaalde plantensoort in de ene plantengemeenschap dan in andere plantengemeenschappen. 
Een exclusief taxon, die in slechts één syntaxon voorkomt, wordt als kentaxon voor die gemeenschap beschouwd.
Een preferent taxon is een soort waarvan de abundantie of de trouw in een bepaalde plantengemeenschap opvallend groter is dan in alle andere eenheden.